# 奧古斯特·薩博
奧古斯特·薩博（1909年9月1日—1978年9月27日或28日），爱沙尼亚反苏游击队组织森林兄弟最后幸存的成员之一。森林兄弟会是爱沙尼亚、拉脱维亚和立陶宛的公民团体，他们反抗苏联对这三个国家的占领。薩博躲在爱沙尼亚的森林里，像其他森林兄弟会成员一样靠土地为生。1978年，他被克格勃发现后跳沃汉杜河自尽。